# Пощенска картичка
Пощенската картичка е обикновено правоъгълна картонена карта, използвана за кратка кореспонденция, често неопакована в плик. Едната страна на картичката е разделена на две области: вдясно е предназначено място за адреса на получателя, а вляво – на подателя, както и място за залепяне на пощенските марки. На гърба обикновено е отпечатано изображение. Пощенските картички са обект на желание на много колекционери, т.нар. делтиолози.